# Amadeu VI, Conde de Saboia
Amadeu VI, apelidado O Conde Verde (Chambéry, 4 de Janeiro de 1334 - Campobasso, 1 de Março de 1383) foi conde de Saboia entre 1343 e 1383. Era o filho mais velho de Aimão de Saboia e Iolanda Paleóloga de Monferrato.

## Biografia
Jovem astuto e empreendedor, Amedeo VI participou de inúmeros torneios em sua juventude, nos quais ele tinha por costume, ostentar armas e bandeiras de mati esverdeado, por isso ganhou o cognome de Il Conte Verde. Por esta cor ele era reconhecido entre os demais, e cuja fama de corajoso e destemido o precedia, mesmo quando ascendeu ao trono, continuou a se vestir com essa cor (o verde).
Além de ser um lutador corajoso, Amadeu também tinha a reputação de mulherengo: ele floresceu em muitas lendas, entre as quais a escrita enigmática FERT, que se situava no emblema da "Ordem da Cavalaria do Colar, fundada por ele.

## Atuação política
Em 1349, Humberto II de Viennois, o último Delfim de Viennois entregou o seu título e o principado para o futuro Carlos V de França. Na época, o novo  delfim era neto do actual rei Filipe VI de França e filho do herdeiro ao trono, mais tarde João II de França. Humberto II retirou-se para um mosteiro dominicano. Amadeu, irritado com este acontecimento, pois tinha criado um vizinho formidável para Saboia, entrou em guerra com a França, que derrotou em 1354.
Num tratado celebrado em Paris no ano seguinte, Amadeu concordou em trocar território delfim, além dos rios  Ródano e Guiers, em troca de reconhecimento como o indiscutível soberano de Faucigny e no condado de  Gex, bem como senhor suserano sobre os Condes de  Genevois, em que todos os títulos tinham sido objecto de disputa anterior entre os condes de Saboia e dos delfins de Viennois. Amadeu forçou também o marquês de Saluzzo a pagar-lhe tributo, alargando assim o seu governo ao lado italiano dosAlpes.
Amadeu foi creditado com a compra do território da passagem de montanha, o Col de Largentière, hoje Maddalena Pass, na fronteira com França e Itália, para a soma de 60 000 ecus, foi de importância estratégica e comercial desse tipo. O Col de Largentière historicamente ligava Lyon com a Itália, que ofereceu um caminho mais fácil entre o Piemonte e o Vale de Barcelonnette, que entrou em posse da Saboia quando Amadeu ou seu herdeiro transferiram a partir do Condado de Provença para o Condado de Nice.
Isso fez dele um personagem importante na política do norte da Itália. A República de Génova e a República de Veneza tiveram muito tempo para argumentar sobre a posse da ilha de Tenedos, no Mar Egeu. Finalmente, foi acordado que a ilha devia ser confiada ao conde de Saboia. Mais tarde Amadeu seria persuadido pelo Papa Clemente VII para acompanhar Luís I de Nápoles numa expedição a Nápoles. Aqui, em 1382, o conde iria compartilhar com Luís as conquistas no sucesso de Abruzos e Apúlia.

### Cruzada Saboia
Amadeu iniciou uma cruzada menor (com 15 navios e 1.700 homens) em 1366 contra Murade I, do Império Otomano, para ajudar o seu primo João V Paleólogo, o  imperador bizantino. Nesta campanha, Amadeu juntou forças com as de Francisco I de Lesbos e com as do rei da Hungria Luís, o Grande, e que levou os turcos a partir de Galípoli. Neste momento João V era mantido em cativeiro pelos búlgaros. Amadeu voltou as suas forças contra a Bulgária e capturou diversas cidades na costa do Mar Negro, incluindo os portos de Mesembria e Sozópolis. Ele, então, pôs cerco a Varna e lançou ao czar João Alexandre da Bulgária um ultimato para libertar João V ou sofrer mais derrotas. João Alexandre libertou João V e Amadeu voltou a passar o inverno em Mesembria, chegando lá com João V, antes do Natal. O apelido de verde do Conde refere-se ao seu hábito de vestir nesta cor e aparece em ocasiões de Estado cercado por escolta vestida de verde.

### De volta à Itália
Ele criou um sistema de estado-suportado pela ajuda aos pobres, um dos primeiros do seu tipo no mundo medieval.
Com o Tratado de Turim (1381)  pôs fim à Guerra de Chioggia e as  Guerras veneziana-genovesas. Ele faleceu em Campobasso em 1383.
Seu nome está ainda ligado à chamada Ordem do Colar, hoje conhecida como Ordem da Anunciação. Depois de seu reinado, "colar da Annunziata" seria atribuído a todos aqueles que tivessem prestado serviços ao estado, os quais, a partir de então, seriam considerados primos do rei. e também à Ordem do Cisne Negro, por ele instituída, em 1350, por ocasião do casamento de sua irmã Bianca de Saboia com Galeazzo II Visconti , senhor de Milão. Esta Ordem tinha como propósito conter as freqüentes disputas entre uma regra e outra: os cavaleiros dessa ordem, de fato, tinham que jurar defender uns aos outros contra todos, não declarar guerra uns aos outros e não incitar à guerra.

## Casamento e filhos
Ele casou-se em 1355, em Paris, com Bona de Bourbon, cunhada de Carlos V de França. Eles tiveram os seguintes filhos:
- Uma filha morta em seu nascimento, no ano de 1358;
- Amadeu VII (1360 - 1 de Novembro de 1391). Casou-se com Bona de Berry (1365-1435), filha do  duque João de Berry e de uma sobrinha de Bona de Bourbon;
- Luís de Saboia (1362-1365);
- E também teve um filho natural, Antonio, que morreu em 1374.

## Na literatura
Amadeu é uma figura em evidência e proeminente no romance A Luz de Orion do escritor Valerio Evangelisti.